# Amblyseius penurisetus
Amblyseius penurisetus är en spindeldjursart som först beskrevs av Wainstein 1960.  Amblyseius penurisetus ingår i släktet Amblyseius och familjen Phytoseiidae. Inga underarter finns listade i Catalogue of Life.